# 青木智史
青木 智史（あおき ともし、1979年9月10日 - ）は、神奈川県足柄下郡真鶴町出身の元プロ野球選手（外野手）、コーチ。右投右打。現在は埼玉西武ライオンズ三軍総合コーチ。
かつて高知ファイティングドッグスに所属した元プロ野球選手で、北海道日本ハムファイターズ広報兼通訳を務めた青木走野は実弟。

## 経歴

### プロ入り前・広島時代
小学校低学年時は、サッカークラブでゴールキーパーをしていた。6年生の時に、発足したばかりのソフトボールクラブへ参加。中学から野球部に所属するが、俊足を買われ夏に行われる陸上競技大会にも出場していた。中学卒業後は地元に近い進学校でもある神奈川県立小田原高等学校に進んだ。
高校時代は2、3年夏の3回戦進出が最高。卒業後は青山学院大学もしくは慶應義塾大学への進学を希望していたが、高校通算29本塁打で持ち前の巧打・強肩で隠れた逸材として各球団が下位でのドラフト指名を狙っていた。そして、1997年のドラフト会議で広島東洋カープが6位指名し入団。1年目のキャンプの時に注目選手としてメディアから取り上げられたが、一度も一軍に上がることなく3年間で広島を自由契約となる。

### 広島退団後
退団後は、アメリカ球界に挑戦するため渡米。実に18回ものトライアウトを受け、2003年にシアトル・マリナーズA級チームと契約したものの、1年限りで解雇という憂き目に遭う。

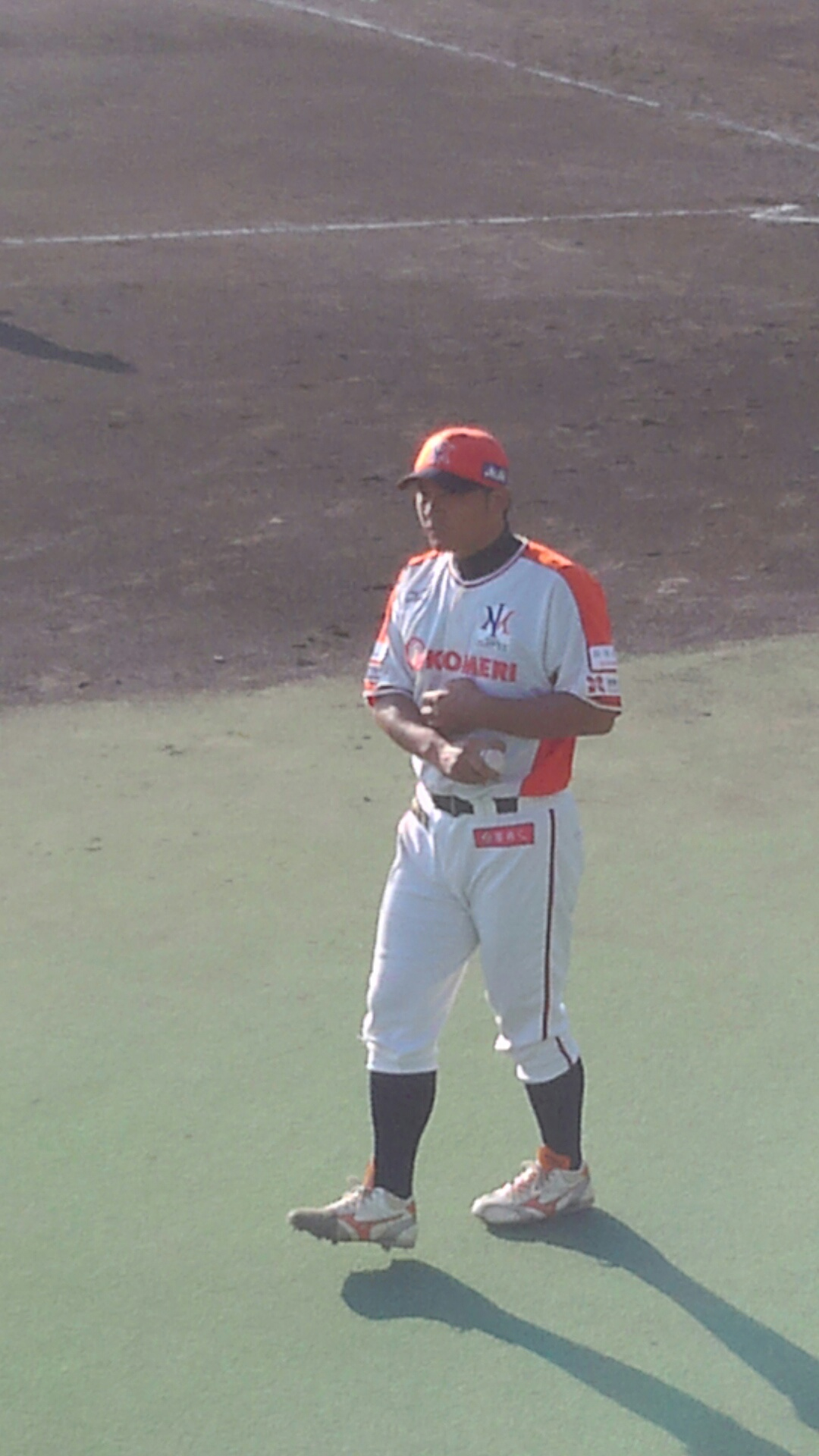
新潟選手兼任コーチ時代
2013年9月23日 松本市野球場

2004年には、オーストラリアに渡り、現地のセミプロチームに所属。このとき、オーストラリア野球代表選手が数多く日本の社会人野球チームに渡るとの話を聞きつけて帰国。
2005年、オーストラリア選手主体のクラブチームであるウェルネス魚沼に日本人唯一の選手として所属した。しかし同年春、チームは都市対抗野球大会新潟県一次予選で敗退。オーストラリア人選手は全員帰国し、自然消滅的に休部状態となった。その後チーム運営方針をめぐって運営母体のタイケン学園と青島健太監督が対立し、7月に青島が退団。青木も退団し、再び渡米してジャパン・サムライ・ベアーズに入団したが、このチームも同年限りでアメリカから撤退し、わずか半年で退団した。同年夏、セガサミーホールディングスが硬式野球部を創設し、初代監督に青島を起用することを発表した。青島を師と仰いでいた青木は同年秋のセレクションを経てセガサミー入り。
2006年の活動開始時から、新人選手が多い中で長打力と豊富な経験を活かし、主軸として2年間活躍した。
2008年1月にBCリーグ・新潟アルビレックスBCのトライアウトを受け合格し、入団。

### BC・新潟時代
2008年は、71試合に出場し打率.286、本塁打12、打点39の成績を残し、本塁打王に輝いた。シーズン終了後の11月に開催された12球団合同トライアウトに参加したものの、獲得球団がなかったことから新潟残留を決意した。
2009年は残留決定と共に、退団した外野手兼任コーチの根鈴雄次に代わって野手コーチ兼任となり、シーズンでは全72試合に出場して打率.344、本塁打16、打点51の好成績を挙げ、本塁打と打点の二冠に輝いた。
2012年からコーチ専任契約となったが、2013年から再び選手兼任コーチとなった。同年10月31日にコーチの辞任が発表され、2014年より選手専任の契約となる。
2014年8月12日、現役引退を発表。9月14日の信濃戦（ハードオフ新潟）で引退セレモニーが行われた。

### 引退後
2016年2月2日に学生野球資格を回復し、同年よりセガサミー時代の同僚・坂田精二郎が監督を務める立正大学硬式野球部コーチに就任。
2023年より、埼玉西武ライオンズの人財開発チーフ兼育成のスタッフに就任。西武スタッフ就任にあたり、前述の学生野球資格は喪失した。シーズンオフの10月13日、翌2024年から育成コーチ兼人財開発チーフとして現場に復帰することが発表された。背番号は97。2025年からは三軍総合コーチに配置転換された。

## 詳細成績

### 年度別打撃成績
- 一軍公式戦出場なし

### 独立リーグでの打撃成績
| 年 度    | 球 団    | 試 合 | 打 数 | 得 点 | 安 打 | 二 塁 打 | 三 塁 打 | 本 塁 打 | 塁 打 | 打 点 | 盗 塁 | 犠 打 | 犠 飛 | 四 球 | 死 球 | 三 振 | 併 殺 打 | 失 策 | 打 率 | 出 塁 率 | 長 打 率 | O P S |
| -------- | -------- | ----- | ----- | ----- | ----- | -------- | -------- | -------- | ----- | ----- | ----- | ----- | ----- | ----- | ----- | ----- | -------- | ----- | ----- | -------- | -------- | ----- |
| 2008     | 新潟     | 71    | 255   | 49    | 73    | 18       | 1        | 12       | 129   | 39    | 2     | 0     | 4     | 35    | 5     | 63    | 3        | 4     | .286  | .378     | .506     | .884  |
| 2009     | 新潟     | 72    | 279   | 47    | 96    | 11       | 2        | 16       | 159   | 51    | 1     | 0     | 1     | 31    | 2     | 61    | 4        | 4     | .344  | .412     | .570     | .982  |
| 2010     | 新潟     | 63    | 227   | 37    | 72    | 15       | 2        | 8        | 115   | 33    | 7     | 0     | 1     | 26    | 1     | 36    | 5        | 0     | .317  | .390     | .507     | .897  |
| 2011     | 新潟     | 70    | 232   | 34    | 60    | 8        | 2        | 11       | 105   | 38    | 5     | 1     | 1     | 43    | 3     | 66    | 8        | 0     | .259  | .381     | .453     | .834  |
| 2013     | 新潟     | 48    | 145   | 16    | 27    | 2        | 0        | 1        | 35    | 20    | 2     | 1     | 3     | 26    | 0     | 43    | 8        | 0     | .186  | .305     | .241     | .546  |
| 2014     | 新潟     | 52    | 129   | 21    | 36    | 8        | 0        | 4        | 68    | 23    | 1     | 0     | 2     | 11    | 2     | 44    | 2        | 1     | .279  | .340     | .527     | .867  |
| BCL：6年 | BCL：6年 | 376   | 1267  | 204   | 364   | 62       | 7        | 52       | 611   | 204   | 18    | 2     | 12    | 172   | 13    | 313   | 30       | 9     | .287  | .375     | .482     | .857  |

- 各年度の太字はリーグ最高

### 背番号
- 56（1998年 - 2000年、2008年 - 2014年）
- 33（2005年）
- 97（2024年 - ）